# オゾン層保護のための国際デー

1957年から2001年までのオゾン層の様子

オゾン層保護のための国際デー（オゾンそうほごのためのこくさいデー、International Day for the Preservation of the Ozone Layer）は、1987年にモントリオール議定書が採択されたことを記念して、1994年の国際連合総会で定められた国際記念日（9月16日）。国際オゾン層保護デーとも。また、日本ではオゾン層保護のための国際デーがある9月をオゾン層保護対策推進月間と定め、諸々の啓蒙活動を行っている。